# Serguei Fofanoff
Serguei Fofanoff (Ribeirão Preto, 11 de dezembro de 1968), também conhecido como Guega, é um ginete brasileiro.
Descendente de russos brancos, iniciou-se no esporte no hipismo rural, com formação na Associação Brasileira dos Cavaleiros de Hipismo Rural (ABHIR). Aos 15 anos de idade mudou-se para Oxford, Inglaterra onde morou no "Waterstock – Horse Training Center" para receber orientação e treinamento de Lars Sederholm, um dos maiores treinadores do mundo de Concurso Completo de Equitação (CCE).

## Competições
Guega é atualmente o cavaleiro que mais representou o Brasil internacionalmente, com três participações em edições dos Jogos Equestres Mundiais (Suécia, 1990 e Holanda, 1994, Estados Unidos, 2010) e com participações em quatro edições dos Jogos Olímpicos (Barcelona, 1992, Atlanta, 1996, Sydney, 2000, e Londres, 2012).
Ainda compõe o seu currículo desportivo o campeão brasileiro em 1989, 1991, 1993, 1997, 2003, 2008 e 2012; o campeonato sul-americano em 1991 no Chile; primeiro colocado nos anos de 1994 e 1996 do ranking sul-americano Land Rover da Federação Equestre Internacional;  medalha de ouro nos Jogos Pan-Americanos de 1995, em Mar del Plata, na Argentina; medalha de prata nos Jogos Pan-Americanos de 1999, em Winnipeg, no Canadá e medalha de bronze nos Jogos Pan-Americanos de 2011, em Guadalajara, no México.